# 小三通
小三通是海峽兩岸實施的小型三通模式，自2001年1月2日起開始實施，目標是於中華人民共和國福建省与中華民國福建省金門縣、福建省連江縣之間進行小規模的通商、通航和通郵。
2016年7月，新华社修订的《新华社新闻信息报道中的禁用词和慎用词》第86条指，“小三通”一词使用时须加引号，或称“福建沿海与金门、马祖地区直接往来”。
目前有「金門水頭—廈門五通」、「金門水頭—泉州石井」、「南竿福澳—福州琅岐」、「北竿白沙—福州黃歧」的小三通固定船班。

## 背景
自從中華人民共和國政府在1949年於中國大陸建政，中華民國政府遷至台北後宣佈停止對中國大陸一切形式的通商、通航和通郵。期間兩岸居民被禁止往來長達近40年，中間亦發生數起兩岸間的劫機事件。
1980年代中華人民共和國實施改革開放，首先引進香港的投資者到中國大陸設廠生產，使沿海地區經濟「先富起來」。1987年中華民國放寬台灣居民以探親名義赴中國大陸，台灣海峽兩岸民間的交流漸漸頻繁。由於中華人民共和國福建省廈門市和中華民國福建省金門縣僅一水之隔，地緣關係使部分金門居民到福建探望被分隔多年的宗親。

## 構想
基於當時兩岸在意識形態上仍有重大分歧，重現三通的機會極微，但兩岸居民間實際上在福建沿海和金馬地區早已有經濟上的非官方往來。1992年3月，中華人民共和國福建省提出「兩門對開，兩馬先行」的「小三通」構想，這是由於「兩門」（即中華人民共和國的廈門和中華民國的金門）和「兩馬」（即中華人民共和國的馬尾港和中華民國的馬祖）均是相距咫尺的地方，在此進行小規模的「三通」可說是在當時的限制中較為可行的辦法。

## 實施

### 通商
1994年1月由中國大陸单方面實施《關於對台灣地區小額貿易的管理辦法》，指定福建、浙江、江蘇、上海、山東等東南沿海口岸，由台灣居民和中國大陸對台小額貿易公司進行「小額貿易」。

### 通航

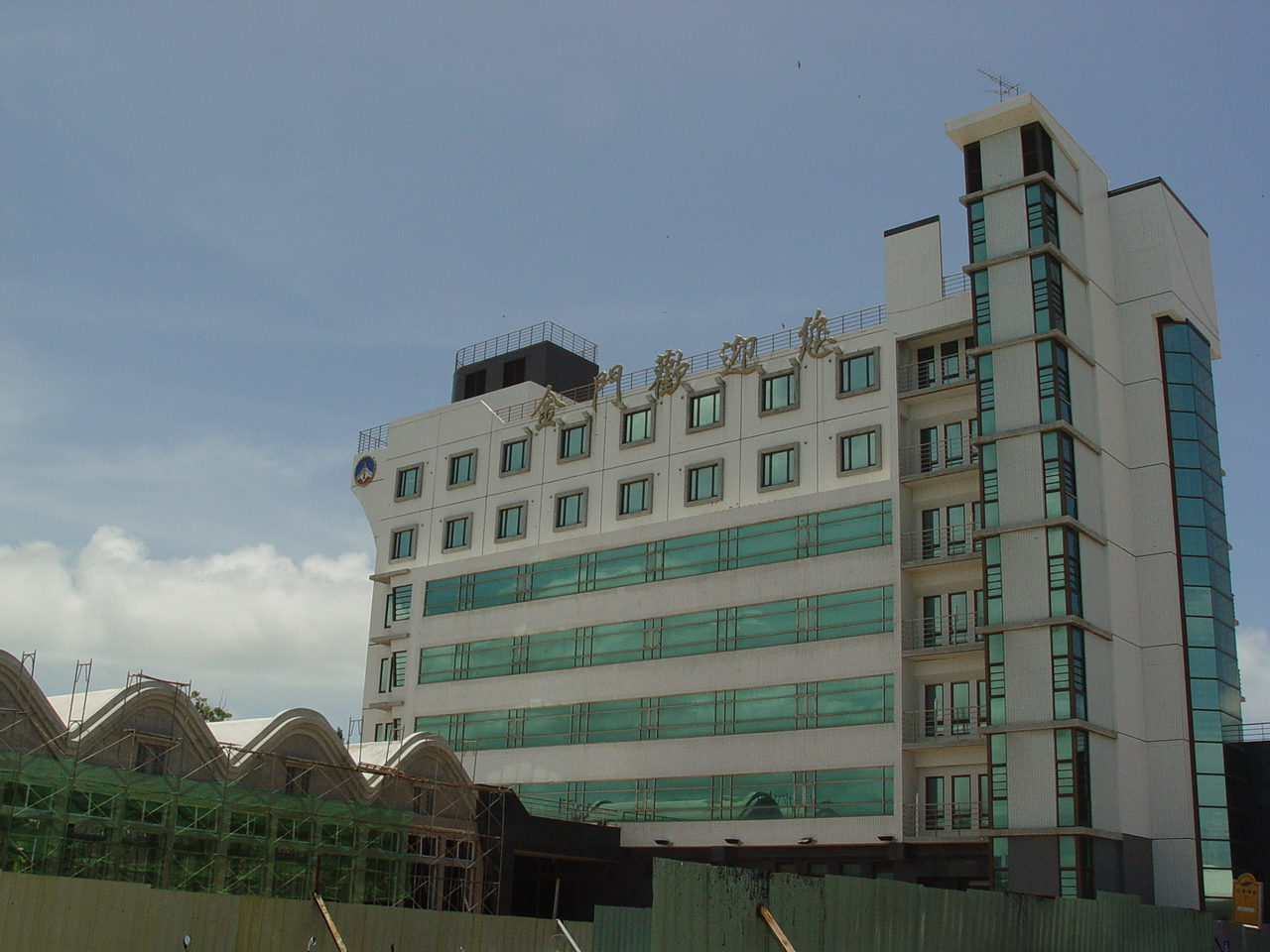
小三通口岸：金門水頭碼頭

1993年12月2日與1994年3月2日陳清寶立委與陳癸淼立委先後提出「離島建設條例」草案。
1994年6月由金馬愛鄉聯盟提出《金馬與大陸小三通說帖》，表達希望能以「單向通航」、「定點直航」或「先海後空」、「現貨後客」等方式，漸漸進行小三通。
1997年4月19日，兩岸開始進行高雄與福州、廈門間的「不通關、不入境」的境外通航。
2000年3月21日，中華民國立法院通過《離島建設條例》第18條，訂明「為促進離島（指澎金馬地區）發展，在台灣本島與大陸地區全面通航之前，得先行試辦金門、馬祖、澎湖地區與大陸地區通航」（俗稱小三通條款），條例於同年4月5日實施。12月13日，中華民國行政院根據《離島建設條例》通過《試辦金門馬祖澎湖與大陸地區通航實施辦法》，以作為小三通的管理依據。預定於2001年1月1日開始實施定點定時的客運船班。
2001年1月2日，從金門開出第一班往廈門的客輪，小三通正式啟動。
2008年，行政院曾研議放寬小三通的限制，將其放寬為「中三通」；但並未施行。2008年2月20日，行政院大陸委員會主任委員陳明通表示，行政院將盡可能放寬小三通適用對象，但無法全面開放、不限身分開放。

### 全面開放
2008年6月19日，擴大小三通方案19日正式公告實施，只要持有兩岸入出境有效證件，就可以從金門或馬祖進出中國大陸。陸委會主委賴幸媛說，擴大小三通是政府照顧金馬地區民眾的一項政策，緩和未來兩岸直航所帶來的影響。 擴大小三通方案下午正式公告後，在金門碼頭，一艘載著200多名乘客的客輪隨即從金門出發，駛往對岸，成為擴大小三通實施後的第一個航班。
在擴大案實施後，金馬逐漸發展成為來往兩岸的一個轉運站。但大量非本地旅客利用金馬往來台灣的航線，造成當地居民購票的困難。另外，由於離島居民購買機票有補助，也吸引台灣居民遷戶口至金馬地區，導致金門實住人口僅約戶籍人口的一半。

### 停航
在2003年5月17日至7月18日，由于SARS事件的爆发，小三通一度暂停。
中国大陸自2011年起允許福建九個城市居民，不必辦理入台證，只要辦理入金證就可赴金門、馬祖、澎湖自由行，且入金證不需財力證明，也可提前申請或落地簽。後又陸續開放多個城市適用，目前共有20個城市適用。2019年繼大陸停發個人簽證與限縮團客配額後，傳小三通將停航，陸客將不可透過小三通來台，但其後两岸官员否定此說法。
2019冠状病毒病疫情发生后，小三通客船服务减到每天10班，日客流量下滑至400多人。2020年2月7日，陸委會宣布，經中央流行疫情指揮中心討論後，自2月10日起暫停小三通客船服务，为自2003年SARS疫情以来再次暂停。5月15日，中华民国交通部召開第七次防疫會議，研商第三階段的交通觀光防疫措施鬆綁推動方案（草案），其中有關兩岸客運航點、海運直航及小三通客船航班等，交通部規劃於10月1日全面恢復，但恢复方案受疫情发展延期。2021年3月17日，中华民国卫生福利部长陈时中强调，要等到台湾民众施打疫苗达到六成覆盖率再考虑恢复小三通。
3月底，廈門台商協會會長吳家瑩表示，向廈門市人民政府私下了解，對方透露，一旦金廈小三通恢復，只要持台灣或中国大陸方面發出的核酸檢測陰性證明，可以七天內往返金廈，不必進行隔離。4月29日，福建省人民政府新闻办公室在官方微博发布公告，福建省将于5月10日开设“便捷通道”，放宽台湾人（中華民國國民）从台湾直航和金马地区进入福建的检疫规定，台湾人士可比照中国大陆低风险地区入（返）闽人员进行管理，无需隔离，片面恢复小三通。在中国大陆面对境外输入新冠病毒压力、台湾爆发华航诺富特酒店群聚感染事件的背景下，中国大陆网络舆论对福建省人民政府进行强烈抨击。30日，中共官媒《环球时报》总编辑胡锡进发文，表示理解网友担心与不满的合理性，指出此举是福建省人民政府的主张，非中央人民政府“分配给福建的‘任务’”。亦有作者指出，对台工作“不只要面对台湾的反应，更需要同时顾及大陆民众的利益与感受，避免‘仇台’的结打得越来越紧。”5月8日，福建省应对新冠肺炎疫情工作领导小组（指挥部）综合协调组发布公告，推迟实施台胞（中華民國國民）来闽检疫“便捷通道”试点工作。福建有关方面负责人（具体身份不详）辩解，便捷通道“是符合科学严谨防疫要求的，并不是无条件免隔离。”
2022年10月14日，金門縣區域立委陳玉珍在立法院質詢陸委會何時恢復小三通，陸委會主委邱太三表示由於大陸方面原有的檢疫、海關組織並未有所準備，小三通恢復要視陸方情形而定，行政院長蘇貞昌也提到：「小三通兩邊有機制，台灣的現在都還完整，但中國把自己的機制都撤掉了，怎麼通；兩邊要通，但它們那邊關起來，沒有機制，怎麼通。」

### 復航
2022年12月22日，行政院宣布試辦恢復小三通，第一階段實施期間自2023年1月7日至2月6日為止（春節前後2周），考量疫情風險，航班申請採專案申請方式，金門每天至多一班，馬祖每週至多兩班。对象只限金马地区民众和金马地区的大陆配偶，不包含台商中转。
2023年2月10日上午、從泉州南安首發前往金門的小三通航線重新啟用，但仍未開放金馬及大陸配偶以外的居民通行。截至2月19日，4条“小三通”客运航线全部复航。
2023年3月16日陸委會宣布、3月25日起開放小三通客運中轉，國人及陸配均可搭乘往返中國大陸，不再只限金、馬居民搭乘，但大陸人士還不能中轉到台灣本島。
2023年4月1日國台辦宣布，不再需要提前48小時準備PCR核酸報告，只需24小時內抗原快篩陰性即可。唯第三地旅客經由台灣中轉進入中國大陸者，則仍需持有始發地48小時內的PCR核酸陰性證明。
2023年7月18日，陆委会表示自7月20日起，持有探亲入出境许可证的大陆配偶亲属可经由小三通入台探亲。
2023年9月27日，內政部移民署公告外國籍與港澳地區人士可经由小三通往返兩岸。
2024年4月1日起，福建泉州至金门“小三通”航线调整至每日一班往返。
2024年8月22日，福建省公安机关出入境管理部门恢复福建居民赴马祖旅游签注的办理；9月27日又恢复赴金门旅游签注的办理。

## 影響
而後小三通的確能夠加強福建和台灣之間的民間交流，可說是為日後的台商包機開設先例。從2001年開航以來，因為節省旅費旅程，逐漸成為台商往返兩岸的捷徑。2001年的旅客數只有2萬人次，2024年小三通入出境旅客人次逾130萬人次。